# 2022年世界水泳選手権エスワティニ選手団
2022年世界水泳選手権エスワティニ選手団は、2022年6月18日から7月3日までハンガリーのブダペストで開催された第19回世界水泳選手権のエスワティニ選手団、およびその競技結果。

## 選手団
- 人員: 選手 2人

## 選手名簿・結果
| 選手               | 種目               | 予選      | 予選 | 準決勝   | 準決勝   | 決勝     | 決勝     |
| 選手               | 種目               | 結果      | 順位 | 結果     | 順位     | 結果     | 順位     |
| ------------------ | ------------------ | --------- | ---- | -------- | -------- | -------- | -------- |
| シマンガ・ドラミニ | 男子50mバタフライ  | 29秒25    | 67位 | 予選敗退 | 予選敗退 | 予選敗退 | 予選敗退 |
| シマンガ・ドラミニ | 男子100mバタフライ | 1分04秒46 | 65位 | 予選敗退 | 予選敗退 | 予選敗退 | 予選敗退 |
| ヘイリー・ホイ     | 女子50mバタフライ  | 30秒99    | 53位 | 予選敗退 | 予選敗退 | 予選敗退 | 予選敗退 |
| ヘイリー・ホイ     | 女子100mバタフライ | 1分10秒15 | 28位 | 予選敗退 | 予選敗退 | 予選敗退 | 予選敗退 |